# Beningaburg (Wirdum)
Die Beningaburg war der Stammsitz der alten ostfriesischen Häuptlingsfamilie Beninga, deren prominentester Spross der Chronist Eggerik Beninga ist. Die Reste der ehemaligen Wasserburg befinden sich auf zwei Warften zwischen Wirdum und Grimersum im Landkreis Aurich in Niedersachsen.

## Lage
Die Marschdörfer Grimersum und Wirdum liegen innerhalb eines spätmittelalterlichen Deiches, beiderseits einer nach der Bedeichung verlandeten Meeresbucht. Die Beningaburg liegt östlich der einstigen schmalen Meeresbucht am Rande der Gemarkung Wirdum und besaß einen direkten Zugang zum Meer.

## Anlage
Die kleine Wehranlage ist ein typisches Beispiel einer Häuptlingsburg, wie sie in Ostfriesland häufig erbaut wurde. Der nördliche Hügel ist rund 130 m lang, 80 m breit und erreicht eine Resthöhe von + 4,7 m NN. Der südliche ist mit 85 m Länge, 70 m Breite und einer Resthöhe von +3,5 m NN deutlich kleiner.
Die Burg wurde in den Jahren 1999 und 2000 erforscht. Demnach war die Anlage zweigeteilt. Im Osten befand sich der wehrhafte Turm, im Westen ein Saalbau von über 30 Metern Länge. Umgeben war die gesamte Anlage mit einem Graben der Zugang zum Meer hatte.
Auf dem nördlichen Hügel mit den Maßen von 130 × 80 m wird die Hauptburg lokalisiert. Das darauf befindliche Plateau misst 70 × 58 m. Der niedrigere Hügel im Süden misst an seiner Basis 85 × 70 m und ist mit 3,4 m über NN niedriger. Östlich und westlich des Hauptburghügels befinden sich zwei kleinere Podeste, die ebenfalls Teil der Burganlage gewesen sein dürften.

## Geschichte

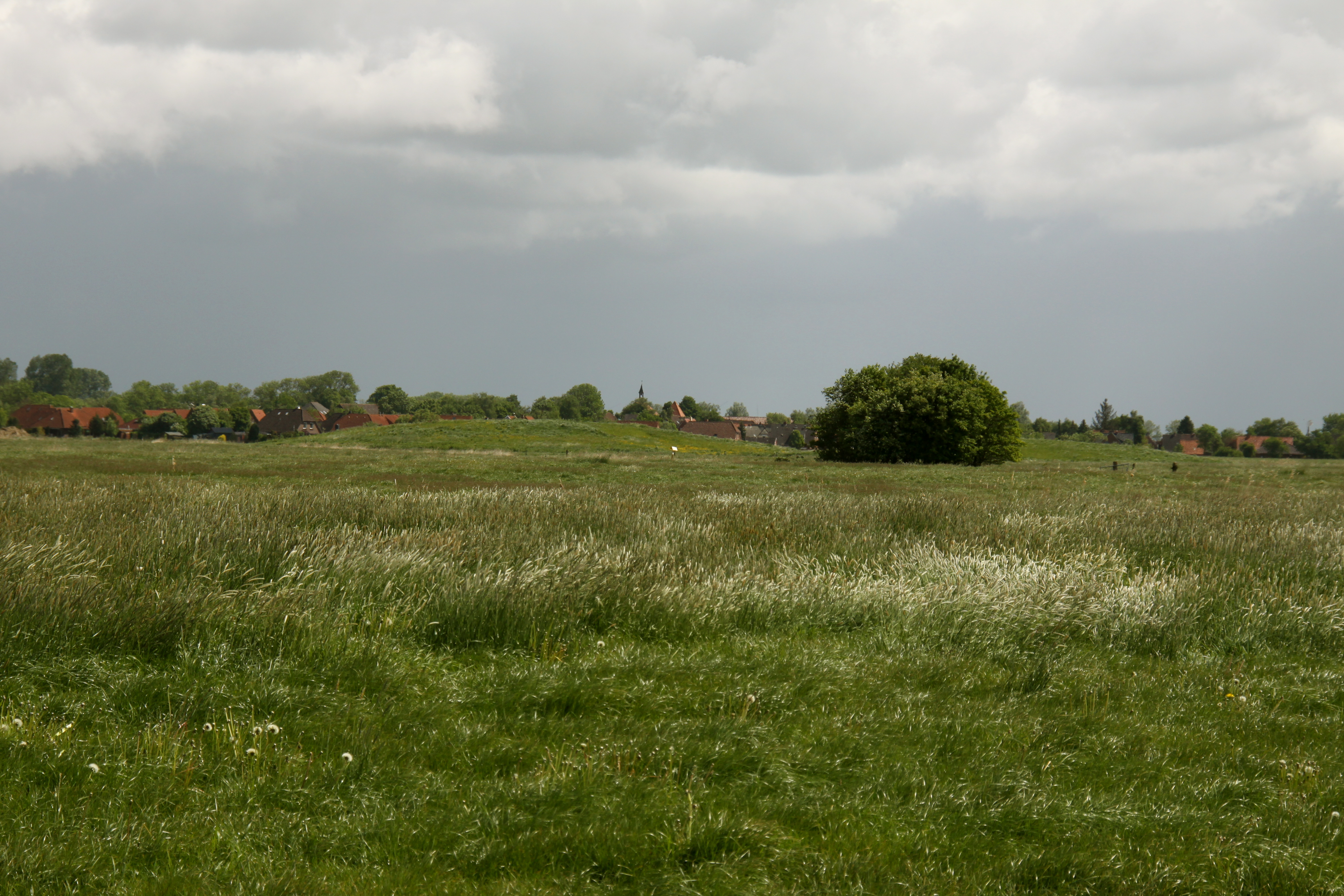
Die beiden Warften der ehemaligen Burg.

Ein urkundlicher Beleg, wann die Burg erbaut wurde, konnte bisher nicht aufgefunden werden. Nach dem derzeitigen Forschungsstand war die Warft, auf der später die Burg errichtet wurde, wohl im späten Hochmittelalter über dem Uferwall eines Priels aufgeschüttet worden. Zu dieser Zeit erstreckte sich eine Meeresbucht bis nach Grimersum. Somit hatte die Anlage einen natürlichen Zugang zur Nordsee, der künstlich freigehalten wurde. Erster namentlich bekannter Burgherr ist Liudward Beninga (vor 1354), der Urahn der Wirdumer Linie der Beninga. Offenbar wurde die Burg von der Familie an einem schiffbaren, nach Grimersum führenden Meeresarm angelegt, um den Seehandel von Wirdum kontrollieren zu können.
Die ursprüngliche Wurt ist bereits im 8. bis 10. Jahrhundert angelegt worden. In der 2. Hälfte des 12. Jhs. wurde sie erheblich erhöht und vermutlich nach Osten vergrößert. Möglicherweise als Folge der Luciaflut von 1267 ist die Wurt um einen Meter erhöht und neu bebaut worden.
Die erste Bautätigkeit auf der Warft wird auf das späte 12. Jahrhundert datiert, wobei noch unklar ist, ob es sich hierbei um einen Verteidigungsbau, etwa einen Wehrturm (wie z. B. das Steinhaus Bunderhee), oder noch um ein rein bäuerliches Gebäude gehandelt hat. In einem späteren Siedlungshorizont aus der Zeit um 1300 wurde auf dem größeren Hügel ein vermutlich aus Fachwerk errichtetes Turmhaus errichtet, das ca. durch einen1350 ein Backsteinturm abgelöst wurde. Ein diesem angefügter Saalbau wurde möglicherweise schon gleichzeitig mit dem Turmhaus errichtet. Insgesamt maßen diese Gebäude etwa 44 Meter Länge und elf Meter Breite. Ihre Entstehung wird in die letzte Bauphase im 14. Jahrhundert datiert. Dass die Burg ein herrschaftlicher Bau gewesen sein muss, wird durch Funde halbrunder Formsteine, Dachziegel vom Mönch-Nonne-Typ, grünen, gewalzten Fensterglases und Reste von Bleiverglasungen belegt.
Die Befunde der Befestigung sind schwer mit den Baubefunden in Übereinstimmung zu bringen. Der Priel war noch im Mittelalter befahrbar, ist aber später verlandet. In ihm ist danach ein Sohlgraben eingetieft worden. Ein weiterer Graben am Fuß der Hauptwurt kann um 1200 ausgeworfen worden sein. Er wird von zwei Gräben überlagert, die frühestens nach der Mitte des 13. Jhs. angelegt worden sind und wohl unmittelbar vor dem Bau des Backsteinbaus wieder zugeschüttet wurden. Im Nordwesten der Wurt wurde wahrscheinlich die Ausbruchgrube einer Ringmauer erfasst.
Im späten 14. Jahrhundert herrschte Liudward Beninga dann im Gebiet von Grimersum, Uttum und Jennelt sowie Wirdum, Alt- und Neu-Walsum (im späteren 14. Jahrhundert in der Leybucht untergegangen) über einen Grundbesitz von ungefähr 700 Hektar. Unter seinen Söhnen Gerald und Tiadger wurde der Besitz dann aufgeteilt. Zwischen 1376 und 1379 wurde die von Tiadger hinterlassene Burghälfte nebst den Herrschaftsrechten über Alt- und Neu-Walsum sowie Borkum von Ocko I. tom Brok gekauft. Etwa zu dieser Zeit begann die Familie Beninga, in Grimersum eine neue Burg zu bauen, die später zum Hauptsitz der Familie wurde. In der zweiten Hälfte des 15. Jahrhunderts gelang es der Familie offenbar, die Burg, die durch Eindeichung der Bucht und die daraus folgende Verlandung des Meereszuganges an strategischer Bedeutung verloren hatte wieder ganz in Besitz zu nehmen. Zerstört wurde die Burg dann in den Auseinandersetzungen um die Vorherrschaft in Ostfriesland, die sich zwischen den tom Brok und den Ukena und später den Cirksena und den Ukena mit ihren jeweiligen Parteigängern und Verbündeten abspielten. Die Beninga waren zu dieser Zeit mit den schließlich unterlegenen Ukenas verbündet. Eine Strafexpedition der mit den Cirksena verbündeten Hamburgern zur Bekämpfung der von den Ostfriesischen Häuptlingen geduldeten Piraterie besiegelte schließlich 1435 das Ende der Burg und der Herrschaft der Beninga.